# Salvador Seguí i Rubinat
|  | Aquest article tracta sobre l'anarcosindicalista català. Si cerqueu el músic valencià, vegeu «Salvador Seguí Pérez». |

Salvador Seguí i Rubinat (Lleida, 23 de setembre de 1887 - Barcelona, 10 de març de 1923), conegut com a El Noi del Sucre, fou un dels líders més destacats del moviment anarcosindicalista de Catalunya de principi del segle xx. El seu sobrenom forma part del mite, amb hipòtesis diverses com la que diu que tenia el costum de menjar-se els sucres que li servien amb el cafè, o com la que ell mateix va comentar: que se l'havia posat ell mateix perquè "Home! De tan dolç que sóc i perquè atrec les mosques".

## Biografia

### Joventut
Fill de Salvador Seguí, un forner natural de Reus i de Dolors Rubinat, de Tornabous. Els seus pares es van casar a Tornabous, per passar després a viure a Lleida (on nasqué Seguí) i finalment a Barcelona, establint-se al barri del Raval.
De professió pintor, ja des de molt jove va mostrar inquietud per les idees llibertàries; seguidor de l'Escola Moderna de Francesc Ferrer i Guàrdia, en la seva formació autodidacta també va relacionar-se amb personatges culturals i polítics de l'època, com Francesc Layret i Foix, fundador de l'Ateneu Enciclopèdic Popular.
Sent quasi un noi ja destacava per la seva gràcia en l'oratòria, amb un argumentari sòlid i lúcid.

### Formació revolucionària i contracultural
El seu ideari revolucionari es fonamentava en la conquesta pel saber de la classe treballadora, un camí que creia propici per a realitzar amb èxit la revolució social contra el capitalisme i les classes socials dominants. Per aquesta raó era partidari d'una revolució gradual, lligada a una formació llibertària que imaginés una societat sense opressors ni oprimits, una societat més lliure i creativa; com explica en el seu discurs a la Casa del Pueblo de Madrid el 4 d'octubre de 1919: 
| « | Si les institucions educatives i l'experiència quotidiana faculten per a exercir una professió determinada, el sindicalisme atorga la formació al conjunt dels treballadors per a l'ofici d'autogovernar-se. | » |

Perquè: 
| « | No hay que fiar de la buena voluntad del ciudadano o ciudadana en el día de la Revolución o transformación social. | » |

Va donar un fort impuls a la formació i educació de les classes obreres des dels sindicats, i postulà com a armes revolucionàries la preparació cultural, intel·lectual i tècnica dels treballadors. En aquest sentit, va ser president de l'Ateneu Sindicalista del carrer de Ponent de Barcelona, on va organitzar la biblioteca i lloc on van assumir-se funcions de Centre Superior d'Estudis sindicalistes i anarquistes. També va impulsar la creació de Solidaridad Obrera, formant part del consell directiu com a vocal.
El 1916 va iniciar negociacions per a un pacte d'unitat conjunta d'acció entre la CNT i la UGT com a front únic del moviment obrer, que convocaren plegats inicialment una vaga general de 24 hores per al 18 de desembre com a protesta per l'augment de preu dels comestibles (no fou una vaga revolucionària ni laboral, sinó política, una demostració de força), en un context de gran guerra entre contendents europeus, en què l'estat peninsular es troba en una situació immillorable per a l'economia d'exportació, provocant una inflació brutal que ofega les classes desposseïdes.
El 1917 es continua amb l'aliança estratègica entre els sindicats de la CNT i el sindicat socialista UGT, corretja de transmissió amb el PSOE. Es convoca una vaga general per a l'estiu del 1917, que es va desenvolupar entre el 13 i el 18 d'agost, i que es va abordar des de posicionaments diferents: com a vaga indefinida i revolucionària per part del corrent llibertària (CNT); i com a vaga general política per part del PSOE i UGT (tot i que hi va haver certs rams que van seguir l'estratègia de la CNT). S'ha de tenir en compte que el febrer del mateix any es dona una revolució democràtica a Rússia que derroca una de les monarquies més antigues d'Europa, i un any abans per Pasqua de 1916 els nacionalistes irlandesos protagonitzen un intent fallit d'insurrecció amb la voluntat de proclamar la independència de l'illa.
La repressió sobre aquesta vaga fou molt dura, almenys 71 morts (37 a Catalunya), 164 ferits i 2.000 detinguts, entre els quals hi ha Seguí.
Fou escollit secretari general de la CNT a Catalunya al Congrés de Sants del 1918, on va proposar que fos permesa l'actualització de mestres racionalistes (pedagogia llibertària seguidora de l'Escola Moderna) dins aspectes sindicals. A congressos posteriors, juntament amb Joan Peiró i Ángel Pestaña, va oposar-se a accions més exaltades i radicals portades a terme per altres membres de la CNT. També va donar suport a la retirada de la CNT de la Tercera Internacional, a congressos posteriors com el del Teatre de la Comèdia o el ple de Regionals de Saragossa. La seva oposició a la violència era parcial, ja que aquesta era acceptable en cas de legítima defensa i per a resistir enfront d'un règim despòtic i totalitari; aquesta percepció de Seguí es forma en un context d'experiències repressives continuades i brutals, entre les que va ser detingut moltes vegades per la seva activitat anarcosindicalista.
| « | El anarquismo no llegará a plasmar en realidad su verdadera filosofía. Sería tanto como definirlo y limitarlo. Y eso, no. El anarquismo no tiene un origen material. No nace en un punto para morir en otro. Es propio de la inteligencia y del sentimiento. Es la suma, como decíamos, de las perfecciones humanas(...). Es innegable, por tanto, que nuestra organización, que el sindicalismo, es hijo espiritual del anarquismo. | » |

La idea de Salvador Seguí d'un sindicat únic es desplega el juny de 1918 amb el Congrés de Sants, i el context revolucionari nacional i internacional provoca un creixement exponencial de la CNT, de 75.000 afiliats al mes de juny, a 345.000 a finals d'any; aquest èxit presenta també el problema de les tensions internes de diferents corrents, i d'un cos important d'afiliats sense formació llibertària.

### La vaga de La Canadenca i Salvador Seguí
El gener de 1919 s'inicia la vaga a l'empresa Riegos y Fuerzas del Ebro (coneguda com La Canadenca, principal empresa de distribució d'electricitat a Barcelona), que va créixer de manera exponencial gràcies als errors estratègics i repetitius tant de l'empresa com de les forces repressives. El fet que empleats qualificats anessin a la CNT a la recerca de protecció és un indicador que l'estratègia impulsada per Seguí d'obrir el sindicat a les classes mitjanes i els treballadors de coll blanc es revela encertada; i, al mateix temps, el fet posa en alerta els sectors de la patronal, que temen una possible aliança de classes.
A partir del 5 de febrer la vaga és total dins l'empresa, i el governador civil de Barcelona, Carlos González Rothwoss, avorta qualsevol possibilitat de negociació i mediació amb els representants de la CNT i demana a Frawser Lawton (director del consell d'administració de La Canadenca, i qui va cometre el primer error estratègic al gener) que es mantingui ferm en la negativa a cedir ni un pam. La recent fundada Federación Patronal Española decideix reptar els anarcosindicalistes perquè considera que encara no són una força prou sòlida i que seran doblegats amb certa fragilitat, una consideració fallida. Aquesta vaga total dins l'empresa provoca que els cobradors no llegeixin els comptadors, el que es tradueix en una pèrdua d'ingressos alarmant i en apagades parcials, que mostren els primers indicis d'extensió del conflicte. Les treballadores ocupen l'empresa el dia 23, que és el tret de sortida per a l'extensió de la vaga de solidaritat a altres sectors de la ciutat (els primers són a les companyies del gas i les elèctriques). Xavier Díez cita a la seva obra sobre Salvador Seguí:
| « | Les apagades parcials, que al principi podien generar incomoditat, aviat esdevenen gairebé totals. I això comença a inspirar veritable terror entre la burgesia. Les nits fosques i silencioses, acompanyades d'alguns episodis violents i de la presència inquietant de treballadores desocupades i ressentides, desfermen el pànic entre les classes benestants. Moltes veuen en les apagades el senyal d'insurrecció que ja s'ha viscut a Petrograd, o els recorden la por dels inquietants dies de la que van anomenar Setmana Tràgica de 1909, en què la destrucció i la crema d'edificis religiosos feu presagiar que podria passar el pitjor. | » |

Sense electricitat, el transport es paralitza. Això dificulta els proveïments i dificulta o impossibilita el treball en fàbriques, magatzems o oficines. Per a la burgesia atemorida, la vaga, limitada en un principi, s'encomana de forma imparable com una infecció. La resposta del Govern Civil i la Federación Patronal davant aquesta evident pèrdua de control de la situació va consistir en redoblar la intransigència, fet que s'expressa amb l'empresonament d'entre 3.000 i 4.000 vaguistes militaritzats al "castell maleït", com anomena Joan Montseny al Castell de Montjuïc. I tanmateix, la repressió atia la determinació de les treballadores.
Mostra d'aquesta evident impotència de les autoritats és l'establiment del que s'anomena la "censura roja". Els treballadors de les rotatives es neguen a imprimir els bans dictats des del govern militar. Tampoc no accepten informacions desfavorables als vaguistes des de la premsa conservadora. En certa manera, el fenomen reflecteix la voluntat de Seguí d'anar bastint una contrasocietat basada en la integració de tot el conjunt dels treballadors sota una mateixa lògica col·laborativa des de la matriu institucional del sindicat.
És significativa la rellevància d'aquesta vaga tot i ser improvisada però molt ben preparada, ja que a efectes estratègics hi havia la fonamental absència dels principals líders sindicals (entre ells la del propi Seguí) al port de Barcelona, a la presó provisional del buc Pelayo.
I tot ser evident la pèrdua de control per part de les autoritats:
| « | El 6 de març decideixen acomiadar tots els vaguistes (pràcticament la majoria dels treballadors barcelonins). L'absurditat d'aquest fet implica que, entre les acomiadades, les empresonades i les actituds de cruent repressió, ja no queden interlocutors ni espais segurs per establir un marge de negociació ni un mínim de diàleg. La patronal busca una victòria absoluta i l'únic que obté és l'escenificació que ha perdut els papers, l'evidència que la seva autoritat es troba més que minvada, ja que no té pràcticament ningú a qui manar, i que el seu rol és cada vegada més qüestionat, també entre els seus rengles. I que, a més, ha exhibit una gran miopia a l'hora de valorar les forces de la CNT o d'abordar els problemes amb un mínim d'objectivitat (...) El mateix Estat, el Govern i la monarquia estan més que preocupats per una possible extensió del conflicte a fora de la capital catalana. I decideixen intervenir. El cap del Govern, Romanones, destitueix el governador civil i l'emissari especial plenipotenciari, el subsecretari de presidència José Morote, el qual, juntament amb el nou governador civil, Carlos Montañés, obliga Lawton a acceptar la seva mediació. Així, la nit del 14 de març fa seure, a la seu de l'Institut de Reformes Socials, patronal i treballadors. Atès que el conflicte ha fet esclatar les posicions més maximalistes dels treballadors i ha convertit la mobilització particular en una mobilització general, decideix legislar unilateralment. Això fa posar punt i final a la vaga. Entre les mesures immediates, allibera bona part dels presos (especialment el comitè) i dialoga amb els dirigents de la CNT, sobretot amb Salvador Seguí. I concedeix un seguit de mesures immediates. La més espectacular és l'acceptació de la jornada màxima de vuit hores (primer per al sector de la construcció i poques setmanes després, al mes d'abril, per a totes les treballadores espanyoles, amb la qual cosa Espanya esdevé el primer estat que assoleix per llei aquesta fita). També es decreten increments salarials, la readmissió dels acomiadaments, l'alliberament dels presos i l'acceptació de la capacitat legal de negociació dels sindicats. | » |

Així com es posa fi a la vaga, Salvador Seguí fou alliberat i va poder parlar a l'assemblea organitzada pel comitè de vaga a la plaça de bous Las Arenas.
El novembre del 1920, va ser deportat, juntament amb Lluís Companys, el sindicalista Martí Barrera i 36 activistes més al castell de la Mola de Maó.

### Polèmica al voltant del seu catalanisme
Existeix una polèmica sobre el seu catalanisme a partir d'un discurs seu, pronunciat com a secretari regional de la CNT, a l'Ateneu de Madrid l'octubre del 1919, del qual existeixen dues versions diferents del que se suposa va ser un únic discurs. El primer text va ser publicat dies després de manera taquigràfica al diari Nueva España i un segon va ser reconstruït 30 anys després per Pere Foix i recollit al seu llibre Apòstols i mercaders:

El text publicat al diari Nueva España diu:
| « | [...]A Catalunya -hi ha necessitat de dir-ho així- hi ha un altre problema que és el nostre, i aquest he dit ja anteriorment, que no és un problema de Catalunya, que és d'Espanya i és universal. A Catalunya no hi ha problema perquè allà només sent aquest problema la burgesia organitzada, que està sota els auspicis de la Lliga Regionalista. Allà no hi ha problema català, perquè, d'haver-ho, a aquestes hores Cambó no hagués estat ministre ni seria tampoc ministrable. A Catalunya no hi ha un altre problema palpitant que un problema perfectament humà, el qual personifiquem nosaltres, nosaltres som el portaestendard d'aquesta expressió humana d'aquest problema humà. Els treballadors de Catalunya no admeten un problema d'independència nacional La Lliga Regionalista ha pretès, i en part ha aconseguit, donar a entendre a tot Espanya que a Catalunya no hi havia un altre problema que el seu, el regionalista. Aquesta és una falsedat; a Catalunya no hi ha un altre problema que hi ha en tots els pobles lliures del món, a tot Europa, un problema de descentralització administrativa que tots els homes liberals del món acceptem; però un problema d'autonomia que estigui tocant a la independència, aquest no existeix en Catalunya, perquè els treballadors d'allà no volem, no sentim aquest problema, no solucionem aquest problema sota aquestes condicions [...]. | » |

Mentre el text del llibre Apòstols i mercaders diu:
| « | A Catalunya, els elements reaccionaris del catalanisme sovint aixequen la bandera de les reivindicacions catalanes, en un sentit nacionalista. I quan més soroll fan és en el moment en què es produeix un fet social de ressonància, talment com si cerquessin la intervenció de les autoritats de l'Estat espanyol per a batre els treballadors catalans. Nosaltres, i ho dic ací, a Madrid, i si convé també a Barcelona, som i serem contraris a aquests senyors que pretenen monopolitzar la política catalana no per assolir la llibertat per Catalunya, sinó per a defensar millor els seus interessos de classe i sempre amatents a malmetre les reivindicacions del proletariat català. I us puc assegurar que aquests reaccionaris que s'autoanomenen catalanistes, el que més temen és el redreçament nacional de Catalunya, en el cas que Catalunya no els restés sotmesa. I com que saben que Catalunya no és un poble mesell, ni tan sols intenten deslligar la política catalana de l'espanyola. En canvi, nosaltres, els treballadors, com sigui que amb una Catalunya independent no hi perdríem res, ans al contrari, hi guanyaríem molt. La independència de la nostra terra no ens fa por. Estigueu segurs, amics madrilenys que m'escolteu, que si es parlés seriosament d'independitzar Catalunya de l'Estat espanyol, els primers i potser els únics que s'oposarien a la llibertat nacional de Catalunya, foren els capitalistes de la Lliga Regionalista i del Foment del Treball Nacional. Tanmateix hi ha moltes proves que confirmen el meu raonament. Tant se val que proclamin el seu catalanisme en discursos i articles periodístics... quan són a Barcelona, si pensen que es troben en perill els interessos de la seva classe benestant, enfollits i a correcuita fan cap a Madrid, per oferir els seus serveis a la monarquia centralista, i més d'una vegada els haureu pogut veure vestint la casaca de ministre. ¿És per ventura amb la col·laboració ministerial com es poden afirmar les aspiracions de la llibertat nacional de Catalunya, sotmesa a una monarquia centralista enemiga de l'emancipació dels pobles hispànics? Sortosament la Catalunya vexada, injuriada, privada de la seva llibertat nacional, coneix bé els seus detractors i sap de quin cantó estan els seus veritables amics i defensors. Una Catalunya alliberada de l'Estat espanyol, us asseguro, amics madrilenys, que fora una Catalunya amiga de tots els pobles de la península hispànica i sospito que els qui ara es volen presentar com a capdavanters del catalanisme, tenen una entesa fraternal i duradora amb altres nacionalitats peninsulars. Per tant, és falsa la catalanitat dels qui dirigeixen la Lliga Regionalista, i és que aquesta gent avantposa els seus interessos de classe, és a dir, els interessos del capitalisme, a tot altre interès o ideologia. Estic tant cert del que dic, que, sense por d'exagerat, puc assegurar-vos que si algun dia Catalunya conquereix la seva llibertat nacional, els primers si no els únics, repeteixo, que li posaran entrebancs seran els homes de la Lliga Regionalista, perquè a Catalunya, com a tot arreu, el capitalisme està mancat d'ideologia. | » |

### Assassinat

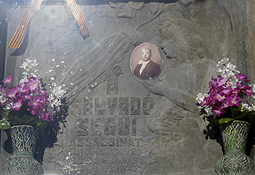
Llosa de Salvador Seguí al cementiri de Montjuïc

El 10 de març de 1923, en plena maduració per promoure entre els treballadors la idea de l'emancipació com a motor social, va ésser assassinat d'un tret al carrer de la Cadena (actual Rambla del Raval), cantonada carrer de Sant Rafael, en el barri del Raval de Barcelona, a mans de pistolers blancs del Sindicat Lliure com a represàlia per l'assassinat del dirigent del Sindicat Lliure Josep Martí Arbonés, empleat de banca, ocorregut pocs dies abans. S'acusa el Sindicat Lliure d'haver estat dirigit per la patronal catalana sota protecció del governador civil de Barcelona Martínez Anido, agrupada al voltant de la Lliga Regionalista. No obstant, en l'assassinat de Seguí s'ha negat que hi existís l'assentiment tàcit de les autoritats, tot i que els culpables no van ser detinguts. En el mateix tiroteig van deixar malferit el també anarcosindicalista Francesc Comas i Pagès, conegut com a Paronas, que moriria pocs dies després. Les autoritats només van permetre un enterrament en la intimitat per evitar aldarulls, però ha rebut molts homenatges després de mort, com l'organització i posada en marxa de la Fundació Salvador Seguí.